# Francis Hime
Francis Hime (31 d'agost de 1939) és un compositor, arranjador, pianista i cantant brasiler.

## Biografia
Fill de la pintora Dália Antonina, va començar els seus estudis de piano als sis anys al Conservatori Brasiler de Música.
En escoltar-lo tocar "Valsa d'Eurídice", Vinicius de Moraes ho convida a compondre junts, quan amb prou feines tenia 18 anys.
Als anys '60 ja és notori en l'escena de la MPB com a compositor, arranjador i intèrpret. Tot i això, dubta de poder viure de la música, per la qual cosa segueix la carrera d'Enginyeria Mecànica, de la qual es gradua el 1969.
També aquest any, es casa amb Olívia Hime i viatja als Estats Units, on estudia composició, orquestració, direcció d'orquestra, i bandes sonores de pel·lícules, amb mestres com Lalo Schifrin i David Raksin.
Al seu retorn al Brasil el 1973, reprèn una intensa activitat musical. Edita el seu primer fonograma en condició de solista, i inicia la seva societat amb Chico Buarque, al costat del que compon cançons com "Atrás da porta", "Vai Passar", "A Noiva da Cidade" i "Meu Caro Amigo".
Realitza bandes sonores per a pel·lícules com Dona Flor i seus dois marits, o Lição d'amor, premiades en el Festival de Gramado.
En els '80 comença a crear també obres erudites, les que seran executades, entre d'altres, per les Orquestres Simfòniques de Campinas, Rio de Janeiro, Sao Paulo, Pernambuco, sota la direcció de batutes com John Neschling o Roberto Tibiriçá.
El 2011, edita "Alma Música", amb Olívia Hime.

## Discografia
- 2007 - Francis Ao Vivo - DVD
- 2007 - Francis Ao Vivo
- 2006 - Arquitetura da Flor
- 2005 - Essas Parcerias
- 2004 - Álbum Musical
- 2003 - Brasil Lua Cheia - DVD
- 2003 - Brasil Lua Cheia
- 2002 - Choro Rasgado
- 2001 - Meus Caros Pianistas
- 2001 - Sinfonia do Rio de Janeiro de São Sebastião - DVD
- 2000 - Sinfonia do Rio de Janeiro de São Sebastião
- 1985 - Clareando
- 1982 - Pau Brasil
- 1981 - Sonho de Moço
- 1981 - Os Quatro Mineiros
- 1980 - Francis
- 1978 - Se Porém Fosse Portanto
- 1977 - Passaredo
- 1973 - Francis Hime
- 1964 - Os Seis em Ponto